# Facile (Mina)
Facile è un album in studio della cantante italiana Mina, pubblicato il 30 ottobre 2009.

## Descrizione
Facile è il primo disco di inediti dopo lo spagnolo Todavía e le arie di Sulla tua bocca lo dirò. Anche per questo album, Mina sceglie liberamente tra autori noti e meno noti e si muove all'interno di diversi generi musicali, dal rock underground italiano (Afterhours, Boosta dei Subsonica) al rhythm & blues (Andrea Mingardi) al pop tout court (Cristiano Malgioglio).
L'album si apre con Vida loca, una cover di un cantautore cubano, naturalizzato messicano, Francisco Cespedes. L'idea iniziale è di Axel Pani che, nella sua incessante ricerca musicale, dapprima è rimasto colpito dal brano in lingua spagnola, poi ha anche scovato una traduzione italiana fatta da Cristiano Malgioglio e pubblicata nel 2007 nell'album Quando tu non mi vedi, e l'ha immediatamente proposto alla nonna. 
Su richiesta di Mina, Malgioglio ha cambiato alcuni versi della traduzione..
Quest'album segna quindi l'inizio di una nuova fase della collaborazione di Malgioglio con Mina iniziata con lo straordinario successo de L'importante è finire del 1975, cui hanno fatto seguito altri successi, l'ultima collaborazione risale all'album Finalmente ho conosciuto il conte Dracula... del 1985.
Dopo l'esordio con Per poco che sia (Bau, 2006), in questo album Axel Pani entra a pieno titolo nella rosa di autori e compositori di Mina con ben due brani. Con o senza te è una delle sue prime creazioni musicali realizzate con l'amico e coautore Mattia Gysi, su un iniziale testo inglese, poi sostituito dal testo italiano di Lele Cerri, paroliere di lungo corso..
Il terzo brano in scaletta, Volpi nei pollai è un'«ironica metafora su una sorta di infedeltà bilaterale». Con questo pezzo Mina conferma la leggenda secondo cui anche uno sconosciuto alle prime armi può riuscire a pubblicare una canzone in un album di Mina se a lei il pezzo piace. Gli autori del brano fanno altro nella vita, Gianni Bindi ha un negozio di ferramenta, Matteo Mancini è avvocato ASL e si occupa di disabili, ma hanno la consapevolezza di saper scrivere canzoni.
Andrea Mingardi, che insieme a Maurizio Tirelli, firma ben quattro pezzi dell'album (Ma tu mi ami ancora?; Non si butta via niente; Più del tartufo sulle uova; Eccitanti conflitti confusi), dopo averne firmati sei in Bau del 2006, si conferma come il compositore favorito del momento di Mina. Come spiega lo stesso Mingardi, non si tratta solo di pezzi appositamente scritti per l'album, ma anche brani, come Eccitanti conflitti confusi raccattati dal bidone dell'immondizia del dimenticatoio, cui Mina conferisce con la sua voce nuova vita e nuovi significati alle parole.
Adesso è facile è sicuramente il pezzo importante dell'album, è l'incontro tra Mina e il rock alternativo italiano, gli Afterhours. Per la verità un primo incontro c'era già stato con Tre volte dentro me (Leggera, 1997), una cover di Dentro Marylin. Ma ora è diverso, si tratta di un brano pensato e scritto per Mina. Il tramite è Benedetta Mazzini, figlia di Mina, da sempre fan del gruppo e amica personale del leader Manuel Agnelli. L'idea iniziale di Agnelli era quella di scrivere un pezzo con le sonorità tipiche degli Afterhours ma d'impianto classico espressamente per la voce di Mina, solo successivamente è venuta a Mina l'idea di cantarlo in coppia come un duetto. Ed è sempre di Benedetta l'idea di promuovere il brano con un video. I filmato con Manuel e Benedetta è stato girato a Roma a metà novembre 2009 dal regista Cosimo Alemà e il 4 dicembre 2009 ha iniziato la rotazione su MTV e gli altri canali musicali.
Carne viva è stata concepita da Malgioglio durante la sua partecipazione al reality show L'isola dei famosi, edizione del 2007, ispirandosi al suo compagno di ventura, il calciatore Francesco Coco, lo stesso Malgioglio durante la trasmissione ha dichiarato di stare scrivendo una canzone per Mina. Il testo è stato poi musicato da Corrado Castellari, collaboratore di Malgioglio da lunga data.
Ma c'è tempo, come Volpi nei pollai, è un altro brano scritto da outsiders. In questo caso però non si tratta proprio di sconosciuti. Uno dei tre autori, Stefano Cenci ha già all'attivo Brivido felino (Mina Celentano, 1998), mentre gli altri due, Luca Angelosanti e Francesco Morettini vantano una partecipazione all'ultimo album di Viola Valentino, I tacchi di Giada del 2009. Il brano si ispira ad un pezzo di Frank Sinatra degli anni '50.
Non ti voglio più di Davide Dileo, noto come Boosta, tastierista e fondatore dei Subsonica è l'altra incursione di Mina nell'underground italiano oltre a Adesso è facile. Come scrive Gino Castaldo: "È Mina che ha deciso di rovistare tra le pagine del rock alternar nativo, o è l'underground italiano che aspira ad una ambiziosa classicità?" In questo caso è Boosta che ha deciso di inviare le sue canzoni a Mina e lei ha scelto questa.
Il frutto che vuoi, di Alex Pani su testo di Maurizio Morante, è stato il singolo apripista scelto dalla Sony, diffuso alla radio a partire dal 9 ottobre prima dell'uscita del disco. Contemporaneamente sul sito ufficiale di Mina era possibile ascoltare un'alternative take inedita, praticamente la prima stesura del testo, successivamente cambiata sia nell'arrangiamento che nel testo nella versione definitiva sul disco.
Nell'ultima traccia, dopo Eccitanti conflitti confusi c'è una ghost track che contiene una diversa versione di Questa vita loca con la voce di Mina rielaborata al computer ed una lunga coda musicale.
La copertina del disco, con sfondo rosa e disegni di tipo infantile, ricorda la cover del disco Color Me Barbra di Barbra Streisand

## Tracce
1. Questa vita loca (Vida loca) – 3:52 (Francisco Cespedes − adatt. italiano: Cristiano Malgioglio)
2. Con o senza te – 3:28 (testo: Samuele Cerri – musica: Mattia Gysi, Axel Pani)
3. Volpi nei pollai – 4:09 (Matteo Mancini, Gianni Bindi)
4. Ma tu mi ami ancora? – 4:20 (testo: Andrea Mingardi, Maurizio Tirelli – musica: Andrea Mingardi)
5. Non si butta via niente – 4:14 (testo: Andrea Mingardi, Maurizio Tirelli – musica: Andrea Mingardi)
6. Adesso è facile (con gli Afterhours) – 3:49 (Manuel Agnelli)
7. Carne viva – 4:18 (testo: Cristiano Malgioglio – musica: Corrado Castellari)
8. Ma c'è tempo – 4:19 (testo: Luca Angelosanti – musica: Francesco Morettini, Stefano Cenci)
9. Non ti voglio più – 4:55 (Davide Dileo)
10. Il frutto che vuoi – 3:13 (testo: Maurizio Morante – musica: Axel Pani)
11. Più del tartufo sulle uova – 5:14 (testo: Andrea Mingardi, Maurizio Tirelli – musica: Andrea Mingardi)
12. Eccitanti conflitti confusi – 3:46 (testo: Andrea Mingardi, Maurizio Tirelli – musica: Andrea Mingardi) – Questa vita loca (Vida loca) - (II versione - traccia fantasma) - 4:33 - (Francisco Cespedes − adatt. italiano: Cristiano Malgioglio)

## Formazione
- Mina – voce
- Ugo Bongianni – tastiera, programmazione, pianoforte
- Lorenzo Poli – basso
- Lele Melotti – batteria
- Luca Meneghello – chitarra acustica, chitarra elettrica
- Nicolò Fragile – tastiera, programmazione
- Paolo Costa – basso
- Giorgio Prette – batteria
- Faso – basso
- Manuel Agnelli – chitarra acustica
- Franco Serafini – tastiera
- Nicola Fanari – programmazione
- Giorgio Ciccarelli – chitarra elettrica, slide guitar, e-bow
- Roberto Dell'Era – basso
- Emilio Soana – tromba
- Pippo Colucci – tromba
- Angelo Rolando – trombone
- Mauro Parodi – trombone
- Gabriele Comeglio – sassofono soprano, flauto, clarinetto
- Massimiliano Pani, Giulia Fasolino, Stefania Martin, Antonio Galbiati – cori

## Classifica italiana (FIMI)
| Posizione | 5 | 7 | 10 | 19 | 26 | 28 | 29 | 30 | 28 | 35 | 28 | 35 | 60 | 34 | 69 |